# Asian Celebration
Singles de Berryz Kōbō
Want!
(2012) Golden Chinatown
(2013)
Asian Celebration (アジアン セレブレイション) est le 31e single du groupe de J-pop Berryz Kōbō (en excluant les collaborations), sorti en 2013.

## Présentation
Le single, écrit et produit par Tsunku, sort le 13 mars 2013 au Japon sur le label Piccolo Town, trois mois après le précédent single du groupe, Want!. Il atteint la 8e place du classement des ventes de l'oricon. Il sort également dans quatre éditions limitées avec des pochettes différentes, notées "A", "B" et "C" avec chacune en supplément un DVD différent, et "D" sans DVD ; les éditions B et D ont une même chanson différente en "face B". Contrairement aux singles précédents, il ne sort pas cette fois au format "single V" (DVD contenant le clip vidéo).
La chanson-titre sert de thème d'encouragement officiel au film Pretty Cure All Stars New Stage 2: Kokoro no Tomodachi de la franchise Pretty Cure. Elle figurera sur la compilation du groupe Special Best Vol.2 qui sort un an plus tard.

## Formation
Membres créditées sur le single :
- Saki Shimizu
- Momoko Tsugunaga
- Chinami Tokunaga
- Māsa Sudō
- Miyabi Natsuyaki
- Yurina Kumai
- Risako Sugaya

## Liste des titres
CD (édition régulière)
1. Asian Celebration (アジアン セレブレイション?)
2. Sekai de Ichiban Taisetsu na Hito (世界で一番大切な人?)
3. Asian Celebration (Instrumental) (アジアン セレブレイション?)

CD des éditions limitée A et C
1. Asian Celebration (アジアン セレブレイション?)
2. Sekai de Ichiban Taisetsu na Hito (世界で一番大切な人?)
3. Asian Celebration (Instrumental) (アジアン セレブレイション?)

DVD de l'édition limitée A
1. Asian Celebration (Music Video) (アジアン セレブレイション?) (clip vidéo)
2. Asian Celebration (Dance Shot Ver.) (アジアン セレブレイション?)

DVD de l'édition limitée C
1. Asian Celebration (Music Video) (アジアン セレブレイション?) (clip vidéo)
2. Making Eizô (メイキング映像?) (making of)

CD des éditions limitée B et D
1. Asian Celebration (アジアン セレブレイション?)
2. I Like a Picnic (I like a picnic?)
3. Asian Celebration (Instrumental) (アジアン セレブレイション?)

DVD de l'édition limitée B
1. Asian Celebration (Music Video) (アジアン セレブレイション?) (clip vidéo)
2. Asian Celebration (Dance Shot Ver.II) (アジアン セレブレイション?)